# Acacia symonii
Acacia symonii — вид квіткових рослин з родини бобових. Ареал: Австралія (Північна територія, Південна Австралія, Західна Австралія).

## Середовище
A. symonii зустрічається на пагорбах, уступах та хребтах, що складаються переважно з кислих порід.

## Біоморфологічна характеристика
Це невелике дерево або високий кущ, 3–4 метри заввишки з одним або кількома стеблами, що піднімаються від рівня землі. Цей вид збирали під час цвітіння у травні, серпні та грудні, а також у стручках у вересні. Як і багато посушливих акацій, вона, здається, цвіте після дощу. Також зареєстровано випадки її загибелі у вогні, але на її місці з'являються густі паростки.